# 麦都思

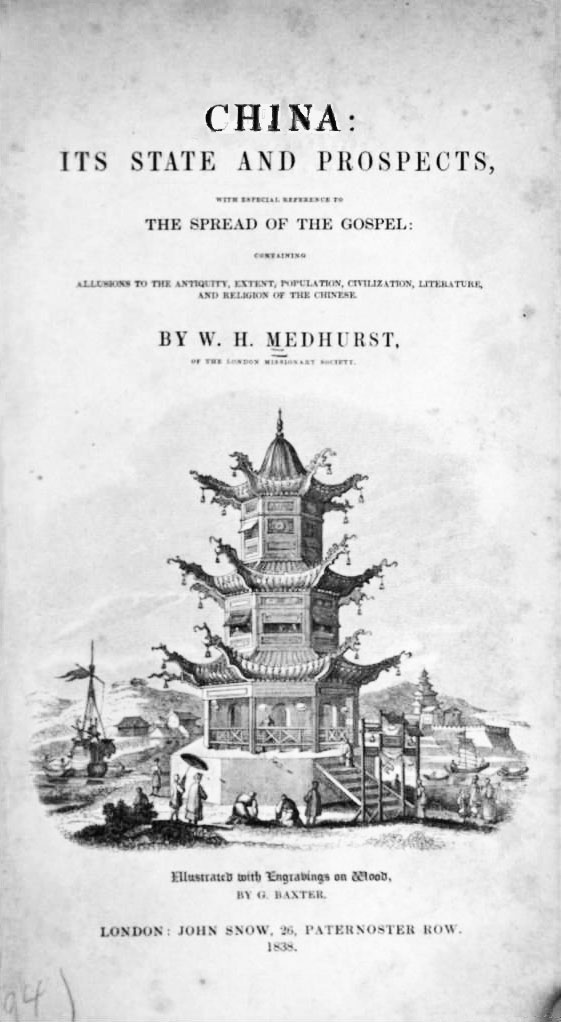
麦都思:《中国的现状和传教展望》，1838

沃爾特·亨利·梅德赫斯特（英语：Walter Henry Medhurst，1796年4月29日—1857年1月24日），旧译麦特赫斯脱，汉名麥都思，英國公理會传教士，自号墨海老人，白話字發明者。

## 生平
1796年生于英国伦敦。麦都思在伦敦学会了印刷技术。1816年被英国伦敦会派往马六甲。麦都思在马六甲学会马来语、漳州話，并帮助编辑漢文刊物《察世俗每月統記傳》。1819年，麦都思在马六甲被任命为牧师，在马六甲、槟城和巴达维亚传教，并用雕版法和石印法先后印行30种中文书籍。麦都思在马来亚期间除了发表各种漢文和马来文的传教册子之外，还专心研究中国的历史和文化。1838年麦都思在伦敦发表他的研究成果，一部将近600页的书《中国的现状与传教展望》，向欧洲人深入地介绍中国的历史和文明。全书包括如下各章：
- 中国编年史与疆域
- 中国的人口
- 中国文明
  - 礼仪、中国的智慧、指南针、印刷术、火药、天文学、植物学、医学、外科学、绘画、雕刻、丝绸、瓷器、造纸术、漆器。
- 中国的政府和法律
- 中国的语言和文学
- 中国的宗教
- 中国的基督教会
- 中国的耶稣教会

1843年麦都思代表伦敦会到上海，是第一个到上海的外国传教士。1843年和美魏茶、慕维廉、艾约瑟等传教士在上海创建墨海书馆，印刷出版中文书籍。麦都思在墨海书馆得王韬协助，将圣经翻译成漢文（深文理圣经）。
1845年3月，麦都思在吴淞江畔一个小镇住宿。第二天，入乡随俗，前额剃光，后脑安上假辫子，戴上墨晶眼镜，身穿中国老百姓的衣服，头戴瓜皮小帽，褡轮船去江浙桑蚕和茶叶产地，调查桑树的栽培技术、养蚕技术和采茶、製茶技术，写出《中国内地一瞥─在丝茶产区的一次旅行所见》一书。
他在山东路一带建立的伦敦会的分部，包括墨海书馆、天安堂和仁济医院，被人称为“麦家圈”。1848年3月，麦都思违反清政府规定至青浦传教，与当地漕运水手发生冲突，发生青浦教案。1854年八月，与王韬、慕维廉同游苏州东山，登临莫厘山最高峰；同年当选为工部局第一届董事。1856年麦都思离任回国。1857年，在伦敦逝世。
1904年，伦敦会为纪念麦都思，在上海虹口兆丰路（高阳路）设立麦伦书院（麦伦中学）。过去，上海公共租界有一条以他（或其子）命名的马路——麦特赫斯脱路（Medhurst Road），即今天的泰兴路。
麦都思的儿子麦华陀爵士(Sir Walter Henry Medhurst)曾任英国驻上海领事。

## 著作
- 《妈祖婆生日之论》1826年，巴达维亚
- 《神天十条圣诫注解》1826，巴达维亚
- 《兄弟叙谈》1828，巴达维亚
- 《踏火之事论》1828，巴达维亚
- 《东西史略和合》1829，巴达维亚
- 《耶稣赎罪之论》1829，巴达维亚
- 《乡训》1829，巴达维亚
- 《问答浅注耶稣教法》1832，巴达维亚
- 《神理总论》1833，巴达维亚。
- 《福音调和》1834，巴达维亚
- 《论善恶人死》1829，马六甲。
- 《新遗诏书》1837，巴达维亚
- 《论语新篡》1840，巴达维亚
- 《圣教要理》1844，上海
- 《祈祷式文》1844，上海
- 《杂笃》1844，上海。
- 《真理通道》1846，上海
- 《耶稣教略》1846，上海
- 《耶稣降世传》1846，上海
- 《马太福音注》1846，上海
- 《约翰传福音书》1847，上海
- 《天帝宗旨论》1848，上海
- 《救世主只耶稣一人》1856，上海
- 《失羊归牧》1856，上海
- 《君子终日为善》1856，上海
- 《岁终自察行为》1856，上海
- 《恶者不得入天国》1856，上海
- 《汉英字典》二卷。
- 《英汉字典》二卷。
- 《爪哇与巴厘岛旅行记》1829
- 《福建方言字典》1832 ISBN 1-86210-067-5。
- 《中国的现状和展望》，1838。
- 《中国内地一瞥─在丝茶产区的一次旅行所见》麦都思著 墨海书馆出版 1845。
- 《中文、韩文和日文对照词汇》
- 《探讨上帝一词的正确翻译法》1848
- 《中国说书趣闻录》1871

## 翻译著作
- 《旧约全书》1855，上海
- 《新约全书》1852，上海
- 《千字文》麦都思译 巴达维亚 1835
- 《虎尾壟語詞典》1650年吉爾伯特斯·哈帕特著，麥都思譯 1840年
- 《书经》Shoo King，麦都思译 墨海书馆出版 1846
- 王大海《海岛逸志》，Chinaman Abroad, or a desultory account of Malayan achipelego by Ong tae hae， 麦都思译 墨海书馆出版 1849 上海
- 《农政全书》节译本，1849 墨海书馆出版 上海